# Пош, Исаак
Исаак Пош (нем. Isaac Posch; † 1623 г. Любляна) - австрийский композитор и органист эпохи барокко.

## Жизнь и творчество
О судьбе Исаака Поша мало известно. Он принадлежал к протестантскому вероисповеданию и придерживался обычаев лютеранской части населения Каринтии, находившегося под постоянным давлением и религиозными преследованиями со стороны их католического государя, императора Фердинанда II, энергично проводившего Контрреформацию во внутренних областях Австрии. В 1614-1618 годах Исаак Пош служит церковным органистом. Он играет при различных торжествах, как религиозного, так и приватного характера: в дворцовых капеллах дворянства, на поминках по умершим, также на церковных празднествах. В 1618 году он вступает в брак с молодой горожанкой из Клагенфурта, после чего семья переезжает в Лайбах (ныне Любляна), тогда - центр провинции Крайна. Здесь он также находился на службе у местных дворян лютеранского вероисповедания, хотя кто конкретно ему давал заказы - не установлено. Скончался ещё в достаточно возрасте в начале 1623 году.
Кроме духовной музыки, Исаак Пош был автором и значительного количества музыкальных произведений светского характера, ; писал в первую очередь сюиты. В 1618 году он в регенсбурге выпускает сборник своих произведений, в том числе танцевальных, под названием Musikalische Ehrnfreudt (Музыкальные почётные радости) и посвящает его своим землякам из Каринтии. В 1621 году выходит в свет его следующая тетрадь мелодий под названием Musikalische Tafelfreudt (Музыкальные застольные радости).

## Дополнения
- Пош, Исаак: ноты произведений на International Music Score Library Project